# Joodse Wijk (Lublin)
De Joodse wijk in de Poolse stad Lublin is een historische wijk in het centrum van Lublin. In de Tweede Wereldoorlog werd in deze wijk het Getto van Lublin gesticht. Deze wijk tussen het Kasteel van Lublin en het christelijke deel van het centrum van deze stad bestond al in de middeleeuwen, maar kreeg echt een impuls in de 16e eeuw toen deze wijk het joodse opleidingscentrum werd van Polen-Litouwen. De wijk wordt begrensd door de Jodenpoort. De wijk heet officieel Podzamcze.

## Geschiedenis
| Joodse bevolking van Lublin | Joodse bevolking van Lublin |
| Jaar                        | Bevolkingsaantal            |
| --------------------------- | --------------------------- |
| 1568                        | 500                         |
| 1602                        | 2.000                       |
| 1787                        | 4.231                       |
| 1865                        | 12.992                      |
| 1931                        | 38.937                      |
| 1939                        | 42.830                      |
| 1945                        | 4.553                       |
| 1990                        | 10                          |
| 2007                        | 20                          |

De eerste sporen van het Joodse leven in Lublin dateren uit de tweede helft van de 15e eeuw, begon de Joodse wijk pas in het begin van de 16e eeuw te groeien. Bij koninkrijk decreet van koning Sigismund I van Polen, ter bescherming van de christelijke handelaren, mochten joodse kooplieden niet binnen de stadsmuren van het christelijke stadsgedeelte handelen. Om deze reden vestigden de Joden zich rond het kasteel tussen de Jodenpoort en het huidige Kasteelplein. Tot 1862 bestond er een wet die Joden verbood buiten Joodse wijken in christelijke Poolse steden te wonen. Tot kort voor de Tweede Wereldoorlog woonden 42.830 Joden in Lublin, 31% van de totale bevolking van Lublin.

## Bezienswaardigheden
- Jodenpoort
- Grodzkatheater NN, waar onder andere het Huis van het Woord bij hoort, een Joods drukkerijmuseum
- Chachmei Lublin Yeshiva Synagoge of Jeszywas Chachmej Lublin
- Oude Synagoge (Lublin) of Gebedshuis
- Oude Joodse Begraafplaats (Lublin)
- Nieuwe Joodse Begraafplaats (Lublin)

## Afbeeldingen

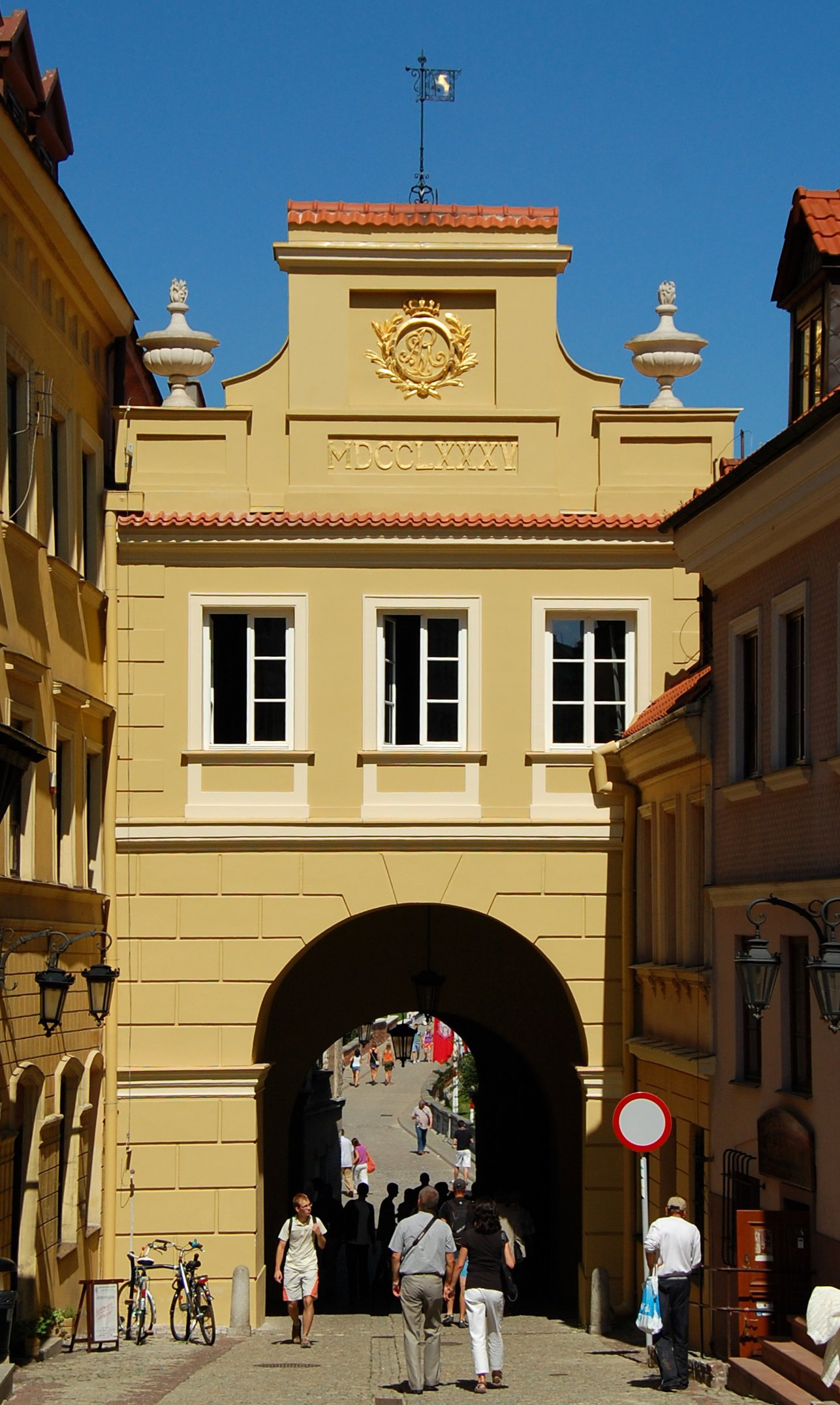
De Jodenpoort in Lublin, de Poort tussen enerzijds:de Joodse wijk en anderzijds:de oude stad van Lublin
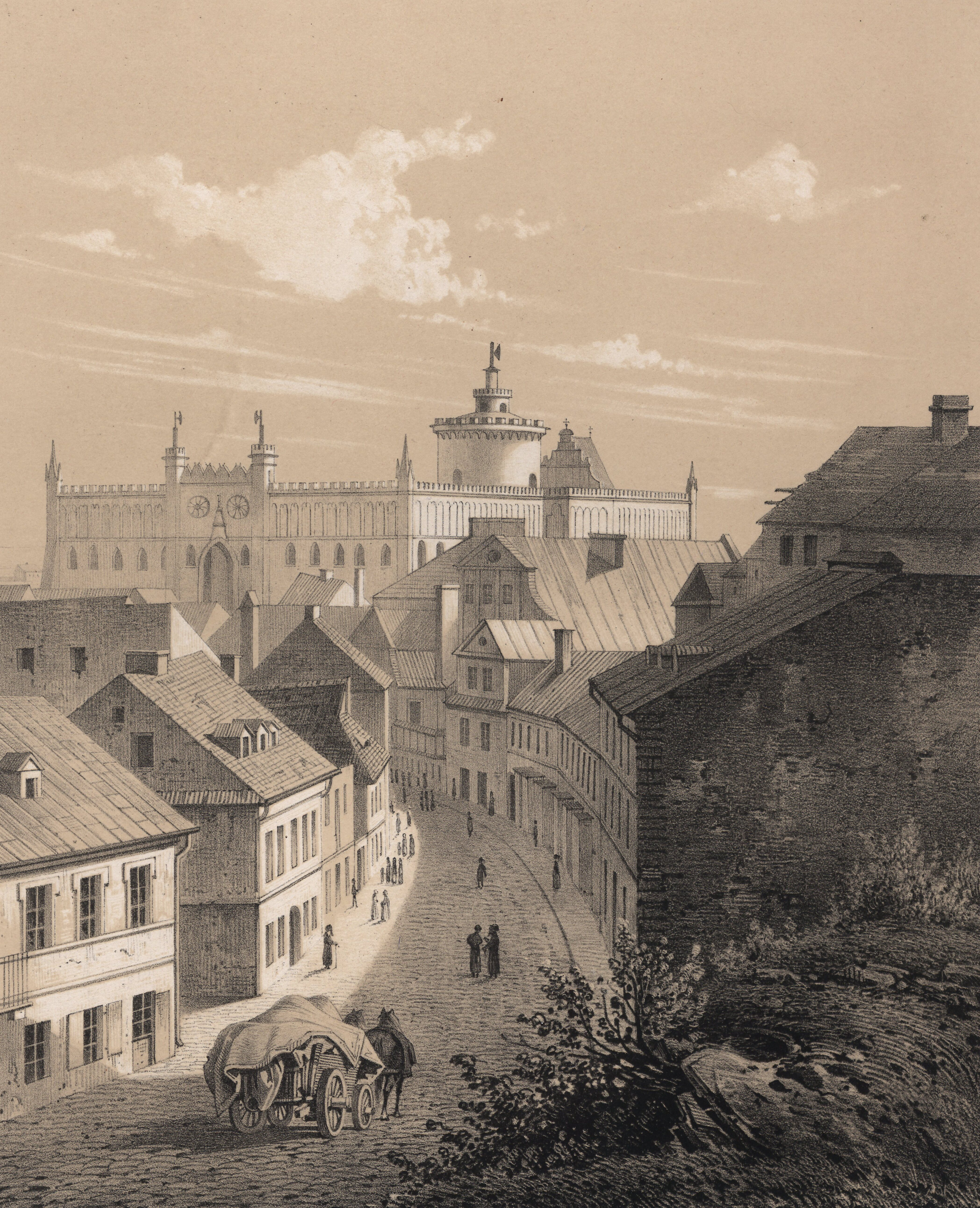
De Joodse wijk in Lublin rond 1860
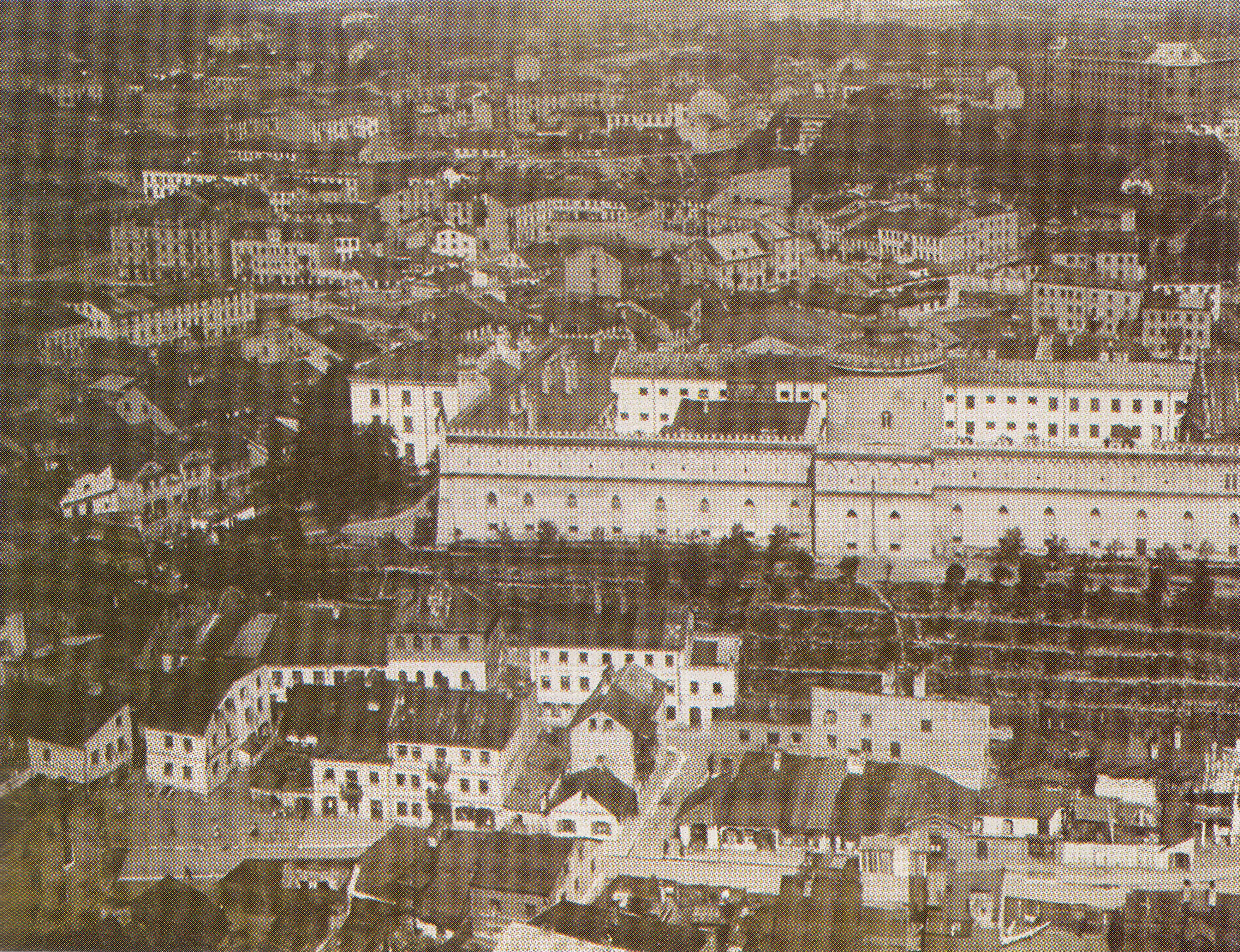
Joodse wijk en het kasteel van Lublin in 1938
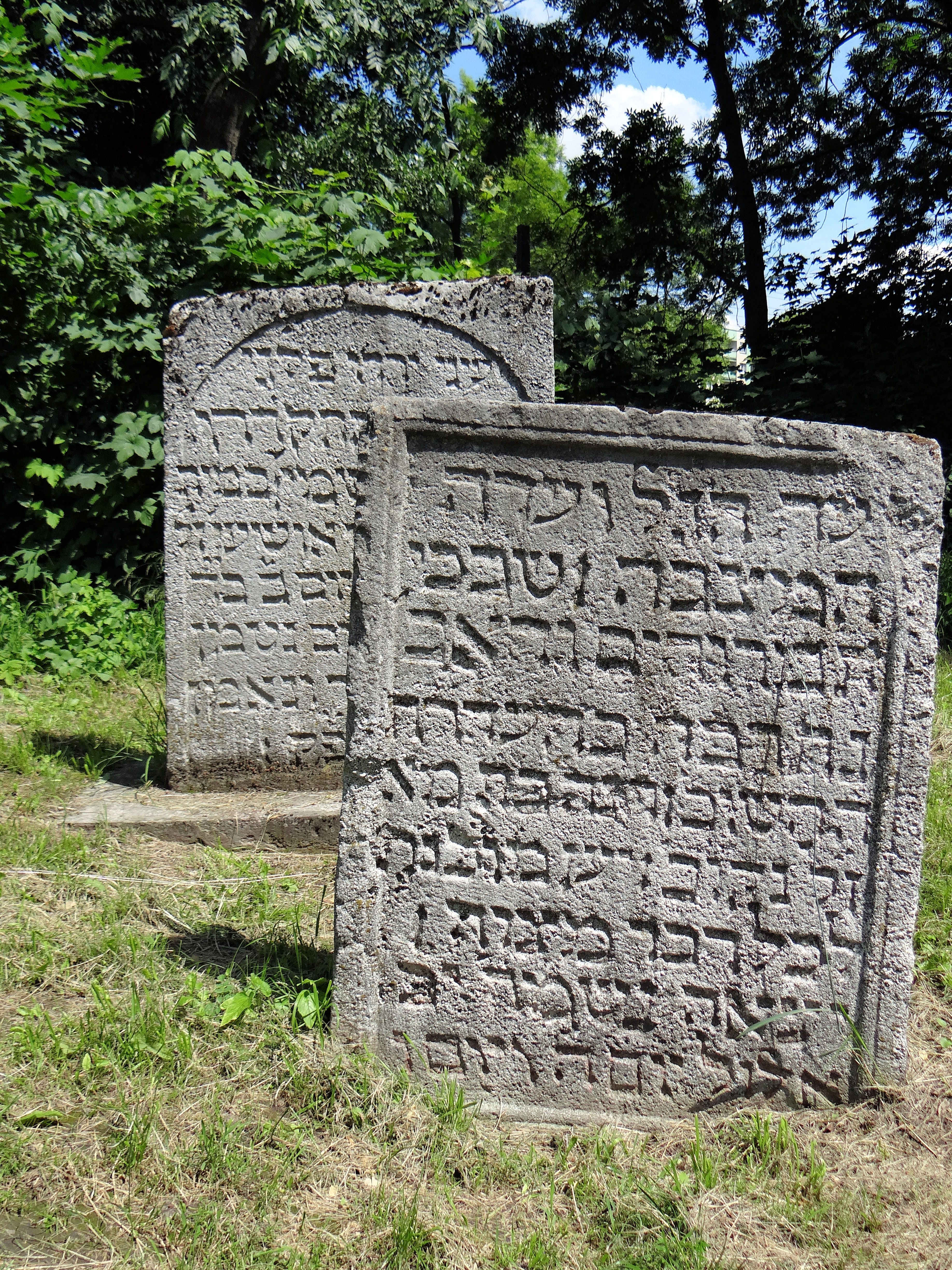
Oude Joodse begraafplaats in Lublin